# Дом купчихи М. И. Бочкарёвой с благотворительными учреждениями
Дом купчихи М. И. Бочкарёвой с благотворительными учреждениями — архитектурный комплекс в историческом центре Нижнего Новгорода. Построен в 1914—1916 годах. Автор проекта — русский архитектор немецкого происхождения, признанный мастер модерна Густав Гельрих.

## История
25 ноября 1911 года в Нижнем Новгороде умерла потомственная почётная гражданка, купеческая вдова Мария Иоакимовна (Акимовна) Бочкарёва (урождённая Бобикова). Согласно её завещанию, основанная часть внушительного наследства шла в распоряжение городских властей на устройство школы и богадельни для слепых в память почившего супруга, Андрея Акимовича, и её самой. Таким решением М. А. Бочкарёва заполнила существовавший пробел среди разнообразных благотворительных учреждений города начала XX века.
Для исполнения воли покойной был создан «Комитет по заведованию капиталами и имуществом М. А. Бочкарёвой» (Бочкарёвский комитет) под председательством городского головы, приступивший к работе в апреле 1912 года. Необходимость строительства нового здания была очевидна, однако по условию завещания, школа и богадельня должны были открыться в течение года со дня её смерти. Боясь не уложиться в срок, заведение разместили в старом усадебном доме Бочкарёвых на Ильинской улице. В роскошном особняке, приспособленном для новых целей по проекту архитектора Н. М. Вешнякова, с 22 ноября 1912 года было открыто новое учреждение.
Поскольку старики и дети плохо уживались в одном доме, с января 1913 года Комитет занялся вопросом расширения. К работе вновь привлекли Н. М. Вешнякова, известного проектами образовательных учреждений Нижнего Новгорода. Вскоре им был выполнен проект пристройки. Комитет отклонил проект Вешнякова, найдя архитектурное решение неудобным. Ему заказали новый проект, предварительно направив в служебную командировку для ознакомления с устройством приюта для слепых в Москве. Предположительно, Вешняков так и не смог удовлетворить требования Комитета, последний на заседании 19 декабря 1913 года решил просить двух его членов, И. Н. Кемарского и П. Н. Михалкина, вступить в переговоры с архитектором Гельрихом.
Подданный Германской империи Густав Августович Гельрих, получивший образование в Королевской технической высшей школе Ганновера (современный Ганноверский университет), переехав в Москву, имел успех. Архитектор сначала работал в исторических стилях, позже создал несколько крупных проектов в стиле модерн и успешно проектировал в стиле неоклассицизма. Среди его построек преобладали доходные дома, многие из которых относятся к лучшим московским образцам этого направления. По его проекту был построен приют Московского общества призрения, воспитания и обучения слепых детей с церковью святой Марии Магдалины на 1-й Мещанской улице (проспект Мира, 14). По всей видимости, опыт архитектора в строительстве такого рода зданий, стал решающим при выборе его кандидатуры.
В начале 1914 года Г. А. Гельрих прибыл в Нижний Новгород и 8 января заключил договор с Комитетом. Местные газеты писали о событии: «Вчера под председательством Д. В. Сироткина, состоялось заседание Комитета по заведованию капиталами и имуществом покойной Бочкарёвой. <…> Предполагается построить здание рядом с существующей богадельней слепых. Разработку проекта здания Комитет решил поручить московскому архитектору г. Гельрих, который присутствовал на заседании. Здание проектируется на 50 учащихся-слепых, на 20 человек общежитие при училище — для вышедших из школы. Богадельню же предположено приспособить на 30 слепых».
По плану Герьлиха, строительство должно было вестись по красной линии улицы Ильинской. Основным предполагался прямоугольный в плане объём школы, пристраиваемый вплотную к левому торцовому фасаду старого дома, захватывая участок бывшего Г-образного деревянного флигеля. Нижний этаж отводился под мастерские и общежитие для тех, кто окончил школу, но не успел найти самостоятельного заработка. Он был отделён от верхнего этажа, где должны были разместиться классные комнаты, спальни детей, обширный зал. Справа от фасада дома пристраивался второй объём в шесть осей света для расширения богадельня, подходивший вплотную к участку соседней усадьбы. Бывший дом Бочкарёвых становился вставкой между новыми зданиями.
22 января 1914 года Бочкарёвский комитет рассмотрел проект Г. А. Гельриха и внёс некоторые изменения. Изменённый проект и смету рассмотрели вновь и одобрили, рекомендовав архитектору приступить к составлению детального проекта. 3 марта 1914 года вышло новое постановление комитета: «Просить архитектора г. Гельрих изменить проект в направлении большего согласования нового здания с фасадом старого, дабы в конечном результате всё здание, включая и старую часть, представляло нечто цельное, объединённое. Это, по мнению Комитета, могло бы быть достигнуто повторением фасада старого здания в новом (то есть в некотором тождестве правого и левого крыла), а средние три окна, приходящиеся между ними, могли бы быть выделены как часть, связующая две крайние половины здания».
Гельрих составил два новых варианта проекта. К надзору за ходом строительства привлекли Н. М. Вешнякова, поручив ему изготовить проекты чертежей и фасада школы и богадельни и представить их в Строительное отделение Нижегородского губернского правления. Два экземпляра чертежей с сопроводительным письмом городского головы Д. В. Сироткина были рассмотрены и утверждены Строительным отделением 5 июня 1914 года.
Закладка здания состоялась 14 мая 1914 года, на которой присутствовало много гостей во главе с губернатором Виктором Борзенко. Накануне в город приехал и Г. А. Гельрих, ознакомившийся с ходом работ, и давший несколько советов по укладке грунта. На консультации архитектора рассчитывали и позднее, но после начала Первой мировой войны, зодчий подвергся репрессиям. В связи с арестом Гельриха, за работами поручили следить Н. М. Вешнякову.
В строительный сезон 1914 года здание было готово вчерне, покрыто кровлей. Особо отмечалась качественная работа подрядчика-каменщика А. О. Соколова, крестьянина деревни Митенихи Полянской волости Балахнинского уезда. С весны 1915 года планировалось начать отделку внутренних помещений и монтаж оборудования водяного отопления, подряд на которое заключили с «фирмой Кертинг». В ходе работ проект Гельриха был немного изменён. Большую часть изменений разработал Вешняков, в том числе задание на сооружение парадной лестницы.
24 января 1916 года был отслужен молебен по случаю переселения школы для слепых в новое здание. Тем не менее, переход был условным, так как часть здания заняли эвакуированные Могильницкое училище и два местных учебных заведения. Слепых детей разместили в пристрой богадельни. 26 декабря 1916 года (8 января 1917 года) освятили ткацкую мастерскую, временно расположенную в подвале. Эта дата стала официальным днём завершения строительных работ.
Выполненный в тяжёлых условиях военного времени комплекс включал два каменных двухэтажных дома-пристроя стоимостью свыше 100 тыс. рублей, на территории усадьбы так же появились многочисленные хозяйственные постройки, был капитально отремонтирован второй старый флигель. Были проведены работы по благоустройству территории: установлена канализация, двор и сад спланированы, выстроена новая ограда. Появилась и небольшая часовня.
Школа и богадельня для слепых размещались в здании до начала 1920-х годов. Позже здания отдали под жилые квартиры. В настоящее время комплекс занимает Министерство культуры Нижегородской области.

## Архитектура
В реализованном проекте Г. А. Гельриха школьное здание стало архитектурным акцентом всего комплекса. Главный его фасад в три световые оси выделялся центральным ризалитом с венчающим фигурным аттиком и большими полуциркулярными окнами второго этажа. Крайняя левая ось акцентировалась боковым ризалитом с глубокой аркой въезда во двор. На крайней правой оси располагался парадный вход под чугунным козырьком лучковой формы. Первый этаж получил декоративную обработку штукатуркой под руст. Окна получили простые рамочные наличники с замковыми камнями. Простенки ризалита декорировались рустованными лопатками. На них опирались пилястры с капителями композитного ордера. Лучковые окна второго этажа и бокового ризалита украшали наличники, сандрики которых имели фигурные завершения в виде волютообразных завитков. Под конами располагались лепные гирлянды. Венчал здание профилированный карниз с сухариками. Плоскость фриза украшалась лепным орнаментом и картушами.
Главные фасады отличала насыщенная обработка в стиле эклектики с мотивами барокко, классицизма и пластикой модерна. Богатый лепной декор в сочетании с существенным перепадом высот придавал всему комплексу чрезвычайно репрезентативный вид.
- Фрагмент фасада
- Новый пристрой с аркой проезда, расположенный слева от старого особняка Бочкарёвых
- Перестроенный объём старого особняка Бочкарёвых (с небольшими квадратными окнами первого этажа)
- Вход в комплекс под кованым козырьком
- Фрагмент фасада нового корпуса, пристроенного справа от особняка Бочкарёвых